# Щербатый, Иван Никитович
Иван Никитич Щербатый (12 февраля 1928 — 6 декабря 2021) — Чечельницкого района Винницкой области, Герой Социалистического Труда.

## Биография
Родился 12.02.1928 (по другим данным - 15.03.1928) в селе Ольгополь Винницкой области.
С 1944 года работал прицепщиком. После окончания Ольговской школы механизации - тракторист в Чечельницкой МТС, с 1959 по 1988 г. — в колхозе «Украина» Чечельницкого района Винницкой области.
С 1960-х гг. звеньевой кукурузоводческого звена.
В 1971 г. за получение высоких урожаев зерна кукурузы (100,2 ц/га на площади 100 га) присвоено звание Героя Социалистического Труда.
В 1974 г. Главным комитетом ВДНХ СССР награждён золотой и серебряной медалями, дипломом первой степени и легковой автомашиной «Москвич». В том же году награждён Грамотой Президиума Верховного Совета Украинской ССР.
Жил в Чечельнике. В 2014 году обратился с письмом к руководству Украины, в котором призвал прекратить гонения на Компартию.